# Rafael Delgado
Ángel de Jesús Rafael Delgado Sáinz (Córdoba, Veracruz, 20 de agosto de 1853 - Orizaba, Veracruz, 20 de mayo de 1914) fue un catedrático, escritor, novelista y poeta mexicano. En 1896, fue nombrado miembro de la Academia Mexicana de la Lengua, en donde ocupó la silla XII.

## Biografía

### Familia
Sus padres fueron Pedro Delgado y María de Jesús Sáinz. Su abuelo paterno, era originario de San Andrés Chalchicomula, Puebla y llegó a ser alcalde de la ciudad de Córdoba tocándole recibir al libertador Agustín de Iturbide cuando firmó los Tratados de Córdoba con el último virrey don Juan O'Donojú. Su abuelo materno era originario de Ramales, España y su tío materno José María Sáinz Herosa fue Canónigo en la Basílica de Guadalupe y en las Catedrales de Puebla y Xalapa.

### Orígenes
Se mudó a Orizaba (a la cual le decía "nupcial", por las neblinas) a los pocos meses de nacido, por rechazo al movimiento liberal de Córdoba. Tuvo como guía a un tío: el padre José María Sáinz Herosa, canónigo doctoral de la Colegiata de Guadalupe, que se movía en las aulas de los colegios de Nuestra Señora de Guadalupe, de Infantes de la Colegiata de Guadalupe y Nacional de Orizaba (cuyo edificio es el actual palacio municipal). Completa su formación en la rica biblioteca heredada del tío, donde abundaban autores griegos, latinos, españoles, franceses y su escrupuloso uso del castellano configuraron su fluido estilo narrativo.
Residió en la Ciudad de México cuando niño y luego cuando ya era un hombre maduro. También residió en Guadalajara, donde se desempeñó como encargado de la Secretaría de Educación de Jalisco, a solicitud de su amigo el escritor José López Portillo y Rojas. Debido a que padeció artritis se vio obligado a regresar a la ciudad de Orizaba.

## Obras
Posee obra de crítica y preceptiva, poesía y dramática. Pero es más conocido por su prosa narrativa, entre sus obras se encuentran:
- Mi vida en Soledad (1879).
- Antes de la boda, monólogo (1899).
- La calandria, novela, publicada por entregas en 1890 y en libro en 1891.[4]
- Angelina, novela (1894).
- Los parientes ricos, cuentos y notas (1901).
- Historia vulgar, novela corta (1904).
- Lecciones de literatura (1904).
- Lecciones de geografía histórica (1910).
- Sonetos, de publicación póstuma (1940).
- Mi única mentira...
- Himno a Nicolás Bravo